# خالد وتن
خالد وتن (بالإنجليزية: Khalid Wooten)‏ هو لاعب كرة قدم أمريكية ولاعب كرة قدم كندية أمريكي، ولد في 19 فبراير 1990 في ريالتو في الولايات المتحدة.

## وصلات خارجية
- خالد وتن على موقع مرجع كرة القدم المحترفة.كوم (الإنجليزية)